# Primera División (Uruguay) 1957
Die Saison 1957 der Primera División war die 54. Spielzeit (die 26. der professionellen Ära) der höchsten uruguayischen Spielklasse im Fußball der Männer, der Primera División.
Die Primera División bestand in der Meisterschaftssaison des Jahres 1957 aus zehn Vereinen, deren Mannschaften in den insgesamt 90 Meisterschaftsspielen jeweils zweimal aufeinandertrafen. Es fanden 18 Spieltage statt. Die Meisterschaft gewann Nacional Montevideo als Tabellenerster vor Peñarol Montevideo und dem Club Atlético Defensor als Zweitem und Drittem der Saisonabschlusstabelle. Als Tabellenletzter stieg Racing Club de Montevideo aus der Primera División in die Segunda División ab. Torschützenkönig wurde mit 16 Treffern Walter Hernández.

## Jahrestabelle
| Pl. | Verein                    | Sp. | S | U | N | Tore    | Diff. | Punkte |
| --- | ------------------------- | --- | - | - | - | ------- | ----- | ------ |
| 1.  | Nacional Montevideo (M)   | 18  | 9 | 6 | 3 | 030:140 | +16   | 24     |
| 2.  | Peñarol Montevideo        | 18  | 9 | 3 | 6 | 039:340 | +5    | 21     |
| 3.  | Club Atlético Defensor    | 18  | 8 | 4 | 6 | 041:330 | +8    | 20     |
| 4.  | Centro Atlético Fénix (N) | 18  | 8 | 3 | 7 | 031:330 | −2    | 19     |
| 5.  | CA Cerro                  | 18  | 7 | 3 | 8 | 035:400 | −5    | 17     |
| 6.  | Danubio FC                | 18  | 5 | 6 | 7 | 022:220 | ±0    | 16     |
| 7.  | Montevideo Wanderers      | 18  | 5 | 6 | 7 | 023:240 | −1    | 16     |
| 8.  | Liverpool FC              | 18  | 7 | 2 | 9 | 025:290 | −4    | 16     |
| 9.  | Rampla Juniors            | 18  | 5 | 6 | 7 | 026:320 | −6    | 16     |
| 10. | Racing Club de Montevideo | 18  | 5 | 5 | 8 | 021:320 | −11   | 15     |

| (M) | Meister der vorangegangenen Saison  |
| (N) | Aufsteiger aus der Segunda División |